# Gainza
Gainza é um município de  quinta classe de renda municipal (d) na província Camarines Sul, nas Filipinas. De acordo com o censo de 1 de maio  de  2020 possui uma população de 11 584 pessoas e 2 468 domicílios.